# Portrait de Lavinia Vecellio
Le Portrait de Lavinia Vecellio est une œuvre réalisée vers 1545 par Le Titien (Tizian Vecellio) représentant sa fille Lavinia. Cette peinture à l'huile sur bois est conservée au Musée de Capodimonte de Naples.

Un portrait du Titien de 1560-65, parfois aussi identifié comme Lavinia (Dresde, Gemäldegalerie Alte Meister).